# Sida aurita
Sida aurita is een watervlooiensoort uit de familie van de Sididae. De wetenschappelijke naam van de soort is voor het eerst geldig gepubliceerd in 1849 door Fischer.